# Castello di Squillace

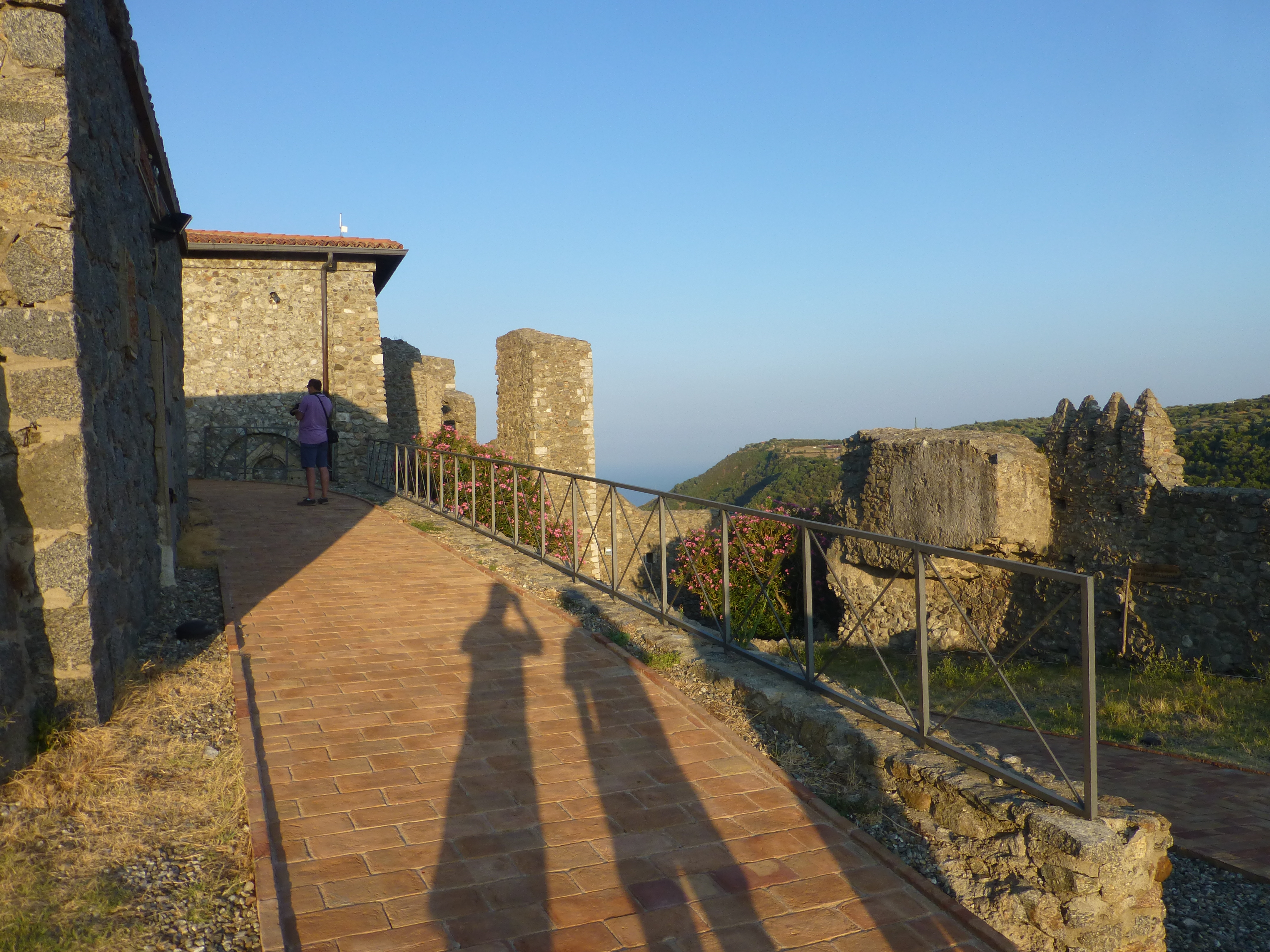
Im Castello di Squillace

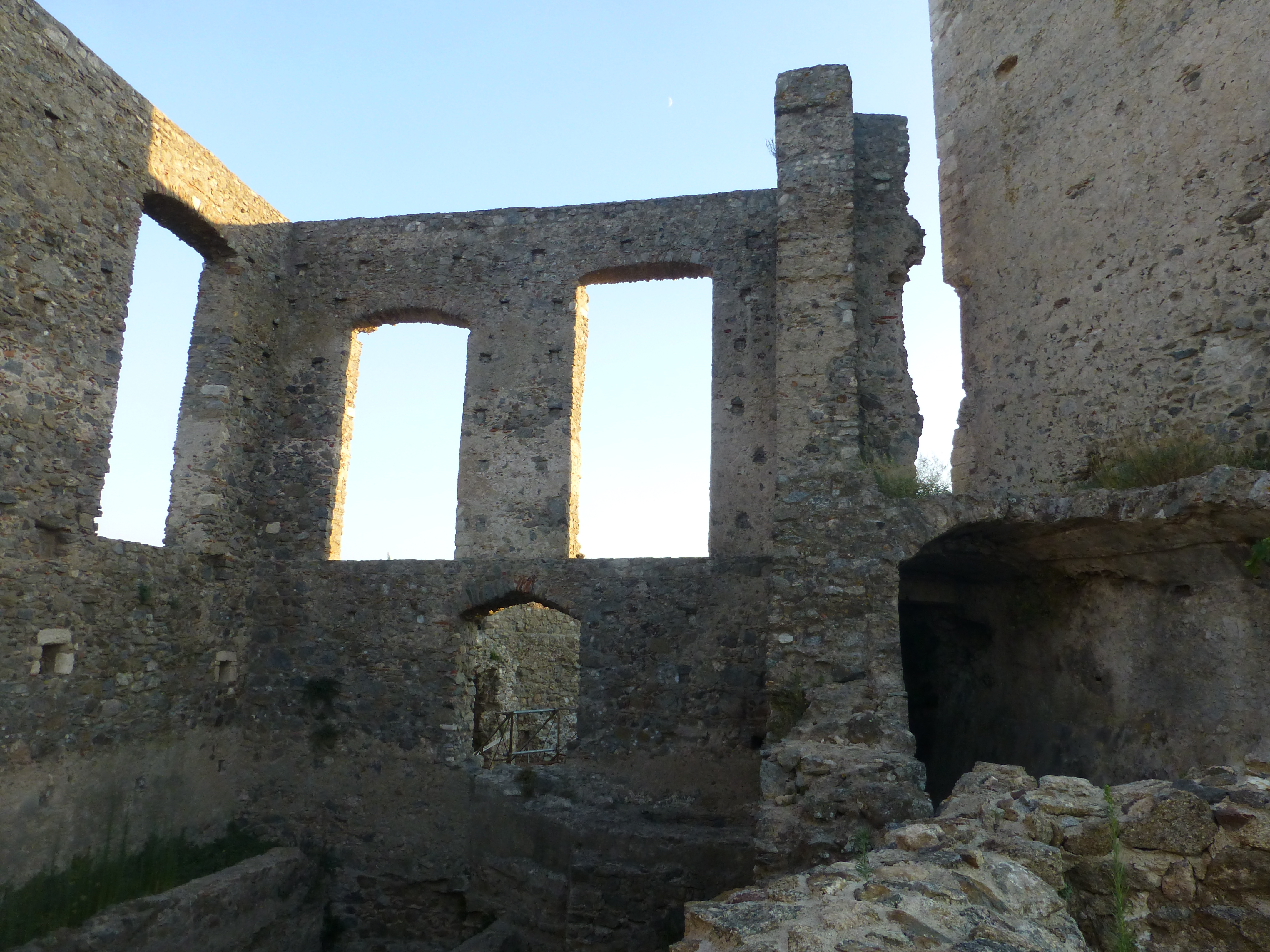
Innenräume des Castello di Squillace (2013)

Das Castello di Squillace ist eine normannische Burgruine aus dem 11. Jahrhundert in Squillace in der italienischen Region Kalabrien. Seine Architektur folgt keiner bestimmten Stilrichtung und die Burg wurde häufig umgebaut. Sie hat eine steinerne Wehrmauer und ein Portal in Bossenwerk mit dem Wappen der Borgias.

## Geschichte
Ursprünglich ließ Cassiodor im 6. Jahrhundert an der Stelle der heutigen Burg eine Klosterburg errichten, die in byzantinischer Zeit zu einem „Kastron“, also einer Festung, wurde.
Der Bau der Burg begann zwischen dem Ende des 11. und dem Beginn des 12. Jahrhunderts durch die Normannen, nach deren Eroberungskampagne von Kalabrien gegen die Byzantiner, die die Region über fünf Jahrhunderte lang besetzt hatten. In dieser Zeit wurde die Burg zu einem bedeutenden Außenposten an der Via Tirrenica zum Schutz des nicht weit entfernten Mileto.
Die Burg wurde Anfang des 13. Jahrhunderts erstmalig verlehnt und von 1256 bis 1485 ging sie durch die Hände mehrerer Familien, der Lancias, der Monforts, der Del Balzos und der Marzanos. Danach fiel sie an Friedrich I. von Neapel und später an die Borgias. Das Marmorwappen der Borgias am Eingangsportal wurde dort nach 1494 angebracht, als die Heirat zwischen Jofré Borgia und Sancha von Aragon die Allianz zwischen Papst Alexander VI. Borgia und König Alfons II. von Neapel besiegelte.
Wegen fehlender Erben endete die Herrschaft der Borgias 1729 und die Burg wurde 1755 an die Familie De Gregorio übertragen.
Am 14. Februar 1783 wurde die Burg von einem Erdbeben getroffen.
In den 1990er-Jahren führte die École française de Rome eine Grabungskampagne auf der Burg durch, bei der zwei Skelette aus der Zeit zwischen dem 13. und dem 14. Jahrhundert gefunden wurden.

## Das Geheimnis der zwei Liebenden
Die Skelette, die bei den Grabungen entdeckt wurden, sorgten aufgrund der Lage, in der sie gefunden wurden, für großes Aufsehen.
Ihre Schädel waren zueinander gedreht, die Hände gefaltet, wie zur Darstellung der Liebe zwischen einem Mann und einer Frau, die vermutlich gewaltsam, aber auf unbekannte Weise, zu Tode gekommen waren. So entstand Il misterio degli amanti (dt.: Das Geheimnis der Liebenden), ein Fund, der große Aufmerksamkeit von Archäologen und Historikern auf die Burg lenkte.
Im Laufe der Jahre wurden verschiedene Theorien formuliert, die die wahre Identität der beiden Skelette entschlüsseln sollten:
- Liebende: Nach ihrer Entdeckung haben die Soprintendenza alla Antichità della Calabria und die Experten der École française de Rome Studien darüber durchgeführt, und zwar mit dem Resultat, dass ein Skelett das eines 1,70 Meter großen Mannes und das andere das einer 1,68 Meter großen Frau sind. Wegen der Herrschaft der Normannen in diesem Gebiet nahm man an, dass die beiden aus nordischen Ländern kamen;
- Geschwister: Aufgrund anderer Studien nahm man an, dass die beiden Geschwister waren, Verwandte des damaligen Bischofs von Squillace, die bei den verschiedenen Kämpfen zwischen der Kirche und den Herrschern umgekommen waren. Sie waren wegen eines Streits mit der Ortskirche in der Burg eingesperrt worden;
- Krieger: Eine letzte Theorie zieht den Schluss, dass es sich um die Skelette zweier Krieger handelt, der eine schwäbisch und der andere anguinisch, die bei einer Schlacht zwischen den beiden Dynastien gefallen waren.

## Beschreibung
Das Hauptmaterial, das zum Bau der Burg verwendet wurde, war Granit, also der vor Ort verfügbare Stein. Anders als andere Burgen in Kalabrien, wie das Castello di Scribla in Spezzano Albanese und die San Marco Argentano, wurde das Castello di Squillace sofort in der heute sichtbaren Art und Weise gebaut, ohne dass zuerst ein hölzerner Turm errichtet worden wäre. Dass die Wahl auf den vor Ort verfügbaren Stein als Baumaterial gefallen war, ist typisch für die Normannen, die sich darin von den Römern und den Byzantinern unterschieden, die vorwiegend Mauerziegel verwendeten.
Auch die Konzeption und der Bautyp der Burg folgten der Bautechnik der Normannen, was man an dem Donjon, einem großen, rechteckigen Turm mit einer Grundfläche von 10 Metern × 11,5 Metern sieht, der den ältesten Kern des gesamten Komplexes darstellt. Dieser gliedert sich in:
- das Erdgeschoss, das als Zisterne diente;
- das Erste Obergeschoss, wo der Haupteingang der Burg liegt und das die Gäste und die Versammlungen beherbergte;
- das Zweite Obergeschoss, in dem sich die Privaträume der Herrschaft befanden;
- die Terrasse, an der Spitze des Donjons, von wo aus man den glänzenden Rundblick bewundern kann, der sich über die Gegend bietet.

Im 12. Jahrhundert wurde eine Wehrmauer errichtet, die imstande war, den Donjon vor feindlichen Angriffen zu schützen. Parallel zu dieser Mauer verläuft ein offener Korridor, der mit einer Schikanenpassage versehen wurde, um den Feind zu bremsen.
In einer Zeit ernster politischer Probleme ließ Kaiser Friedrich II. den Donjon verstärken und den Umfang der Burg durch eine zweite Wehrmauer vergrößern, die der ersten, bereits existierenden, folgte; in sie wurde ein vieleckiger Turm eingefügt.
Es wurde auch eine rechteckige Halle errichtet, die „Il Palazzo“ genannt wurde und mit Bädern mit kaltem und warmem Wasser ausgestattet war. Man baute eine neue Zisterne für das Regenwasser zwischen dem Turm und dem Palast.
Später brachten die Angioinen Änderungen an der Wehrmauer an, indem sie einen Rundturm errichteten, um den Eingang zur Burg zu verteidigen.
Die letzten Änderungen an der Burg wurden von den Borgias veranlasst; sie ließen einen großen Palast auf der Asche des Palastes von Friedrich II. bauen.

## Nekropole
Die 2008 durchgeführten Grabungen haben eine Nekropole zu Tage gefördert, die auf die zweite Hälfte des 11. Jahrhunderts datiert werden konnte. Insgesamt wurden 22 Gräber gefunden, die für die damalige Zeit sehr wertvolle Objekte (goldene Ohrringe, Elfenbeinkämme) enthielten. Darüber hinaus hat man Reste des Leichenschmauses gefunden, wie er später verboten wurde, weil er der griechischen und römischen Religion und ihren Riten zu nahe stand.